# Valennes
Valennes ist eine französische Gemeinde mit 304 Einwohnern (Stand: 1. Januar 2022) im Département Sarthe in der Region Pays de la Loire. Valennes gehört zum Kanton Saint-Calais (bis 2015: Kanton Vibraye) im Arrondissement Mamers. Die Einwohner werden Valennois genannt.

## Geografie
Valennes liegt etwa 45 Kilometer östlich von Le Mans am Braye. Umgeben wird Valennes von den Nachbargemeinden Couëtron-au-Perche im Norden und Nordosten, Baillou im Osten und Südosten, Rahay im Süden, Berfay im Westen sowie Vibraye im Nordwesten.

## Bevölkerungsentwicklung
| Jahr                       | 1962 | 1968 | 1975 | 1982 | 1990 | 1999 | 2006 | 2017 |
| Einwohner                  | 626  | 537  | 476  | 388  | 350  | 353  | 356  | 318  |
| Quellen: Cassini und INSEE |      |      |      |      |      |      |      |      |

## Sehenswürdigkeiten

Kirche Saint-Étienne

- Kirche Saint-Étienne